# Polícia Nacional do Equador
A Polícia Nacional do Equador (em espanhol: Polícia Nacional del Ecuador) é a entidade encarregada de garantir segurança pública a todos os habitantes do Equador. A Polícia Nacional é controlada pelo Ministério do Interior do Equador.

## Missão

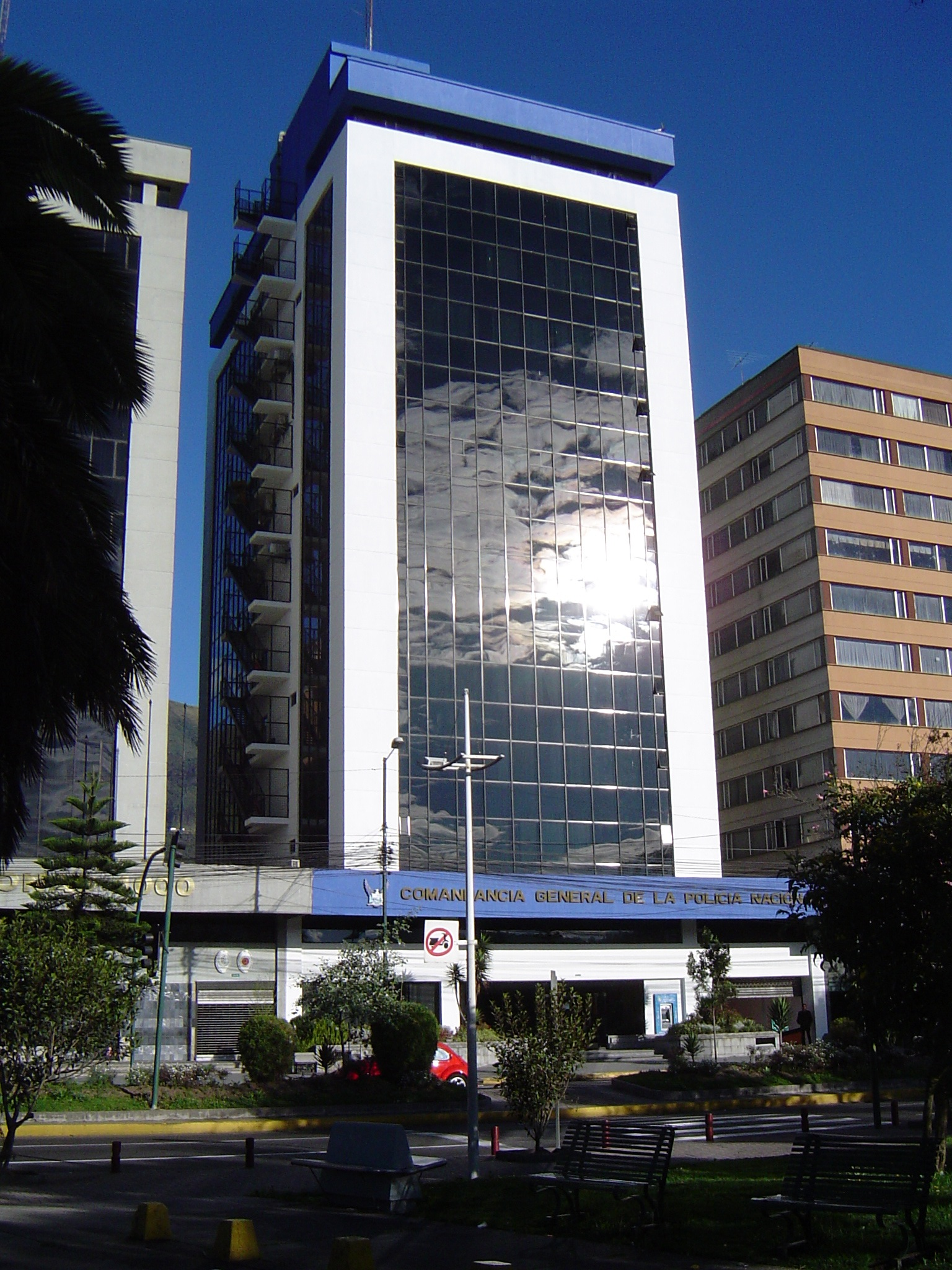
Edifício do Comando Geral da Polícia Nacional em Quito.

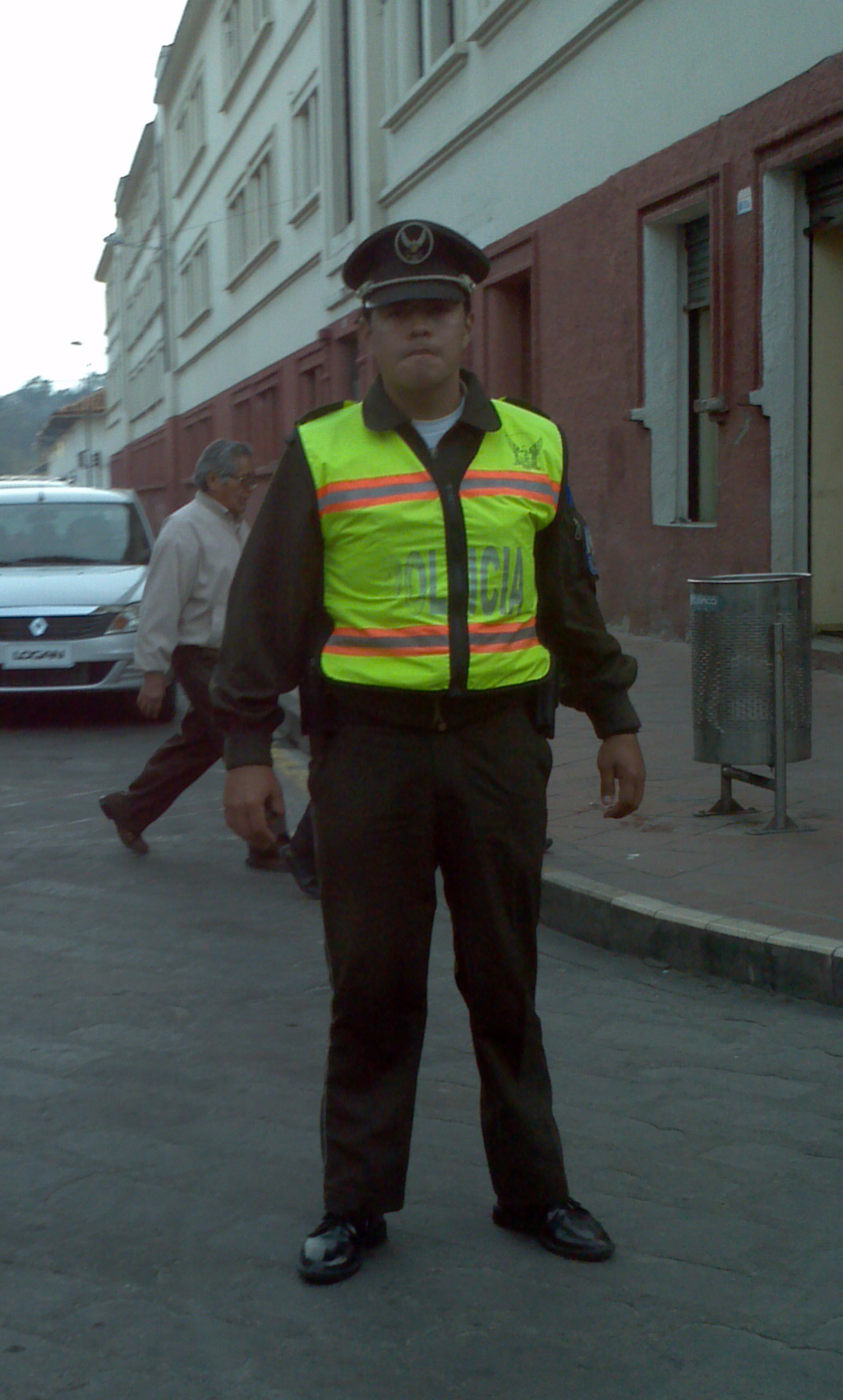
Um oficial da Polícia Nacional do Equador com seu uniforme normal.

A Polícia Nacional do Equador tem como objetivos fundamentais defender a soberania nacional, garantir a ordem interna, a segurança individual e social através da prevenção dissuasão e repressão; cumprindo e fazendo cumprir as leis e normas jurídicas e coadjuvar ao desenvolvimento da nação.
Além disso, cumpre com um conjunto de tarefas e responsabilidades relativas à manutenção da ordem pública, à segurança das pessoas e dos bens, à conservação da moralidade pública, à prevenção e investigação dos delitos, à apreensão dos delinquentes, o controle do trânsito, transporte terrestre e movimento migratório no País, entre outras funções de caráter geral.
Este conjunto de atividades está sob a responsabilidade das diferentes Direções Nacionais de Serviços e Unidades Especiais que integram a Polícia Nacional do Equador, os mesmos que constituem os órgãos técnicos- cientistas que se encarregam de planificar e definir as políticas dos serviços policiais.

## História
Quando, em 1822, o Equador ingressa na Grande Colômbia, esta já havia estabelecido algumas diretrizes sobre polícia, incluindo um sistema de servidores públicos e empregados com uma alta influência militar. Com a república, os municípios encarregaram-se da administração da polícia.
Depois da separação da então República de Quito da Grande Colômbia, no ano de 1832 o Congresso considera a necessidade de fixar bases para formar uma força policial, pelo que decreta que os Conselhos Municipais das Capitais de Departamento elaborem o Regulamento de Polícia que regerá cada um deles. As funções limitar-se-iam às permitidas pela lei e os Conselhos Municipais seriam os encarregados da administração destes organismos.
Ao assumir a presidência, Vicente Rocafuerte, no ano de 1835, restabelece a polícia ao mesmo estado que se encontrava em 1830, antes da separação da Grande Colômbia, e tenta melhorar os níveis de eficiência e serviço ditando a "Lei de Regime Político e Administrativo". Nela se fixam como funções dos Conselhos Municipais cuidar da polícia de segurança, salubridade, comodidade e embelezamento público.
A urgente necessidade de organizar definitivamente a polícia no território nacional deu como resultado que, em 14 de julho de 1884, o presidente José María Plácido Caamaño decreta o estabelecimento da Policía de Orden y Seguridad, separando-a das administrações locais e lhe encarregando, exclusivamente, dos assuntos relativos à segurança e à ordem pública.
Desde a criação da Polícia de Ordem e Segurança sua organização manteve o carácter civil, mas mediante decreto do Congresso Nacional, em 15 de agosto de 1885, a polícia foi organizada militarmente em toda a república. Dá-se depois outra reordenação militar, em 23 de janeiro de 1889, pelo então presidente Antonio Flores Jijón. Em 15 de junho de 1896 nasce o serviço de polícia judiciária com o nome de "Investigações e Pesquisas", sob o controle da Polícia de Ordem e Segurança. Suas faculdades foram, desde 16 de fevereiro de 1897, efetuar investigações nos casos de roubos e homicídios. Nesse ano também se abriram os primeiros escritórios deste serviço em Quito e Guayaquil.
Em 12 de dezembro de 1923, mediante decreto do presidente José Luis Tamayo, o governo mudou o nome da instituição para Policía Nacional, chegando uma missão francesa para abrir escolas de polícia em Quito e Guayaquil, abertas em 1925. Em 1938, o presidente Alberto Enríquez Galo mudou o nome da polícia para Fuerzas de Policía e depois para Cuerpo de Carabineros. Nesse mesmo ano a polícia foi estruturada como uma instituição  policial-militar. Desde então, apesar de várias mudanças nominais, a Polícia Nacional tem conservado uma cultura militar.
Em 1944, transforma-se o Corpo de Carabineros na Guardia Civil Nacional e encarrega-se à Assembleia Constituinte, como recomendação do Executivo, de expedir uma nova Lei Orgânica que dê uma nova modalidade à organização policial. Em 12 de janeiro de 1949, no governo de Galo Praça, organiza-se a Policía Rural sujeita a leis próprias e funcionamento independente.
No ano 1953, mediante decreto, Velasco Ibarra muda a denominação de Guarda Civil Nacional para Policía Civil Nacional. Além disso, considerou-se conveniente a unificação dos comandos e o Comandante Geral e, no ano de 1956, unificou-se os comandos urbano e rural, dando fim à autonomia da Polícia Rural.
Em princípios de 1965 verifica-se a integração definitiva do Equador à Organização Internacional de Polícia Criminal (INTERPOL).
Em 27 de fevereiro de 1975, o general Guillermo Rodríguez Lara expede a "Lei Orgânica da Polícia Nacional", mudando o nome da instituição para Policía Nacional. Também se cria, no então Ministério de Governo, a Subsecretaria de Polícia, encarregada da coordenação entre a instituição e o governo. Também com esta reforma aparece formalmente a polícia judiciária sob o comando da Direção Nacional de Polícia Judicial e Investigações, sendo definida pela lei como um corpo auxiliar da administração da justiça integrado por especialistas.

### Atualidade
Com a chegada de Rafael Correia à presidência, introduziram-se várias mudanças no país, como a nova Constituição de Equador de 2008. Parte destas mudanças, como as destinadas a evitar que inocentes estejam presos sem ter recebido o correto julgamento e sentença, também provocou a libertação de centenas de réus. Outra reforma foi a de catalogar a todos os roubos sem violência e de valores inferiores a três salários mínimos como contravenções em vez de delitos, o que significava que suas penas seriam bem mais leves do que eram até esse momento.
Durante os seguintes anos de governo a delinquência seguiu em crescimento, enquanto a polícia não contava com suficientes agentes nem a tecnologia para lhe fazer frente, ao que o governo respondeu com o "Plano Segurança Cidadã", modernizando e lhe entregando novos equipamentos à polícia, como viaturas, armas, coletes à prova de balas, coletes refletivos, além da ampliação dos laboratórios de criminalística. No entanto, apesar destas medidas, a delinquência continuou em aumento, apesar de, no ano de 2015, conseguir-se reduzir o índice de homicídios para 8 a cada 100.000 habitantes, um índice histórico a nível nacional.

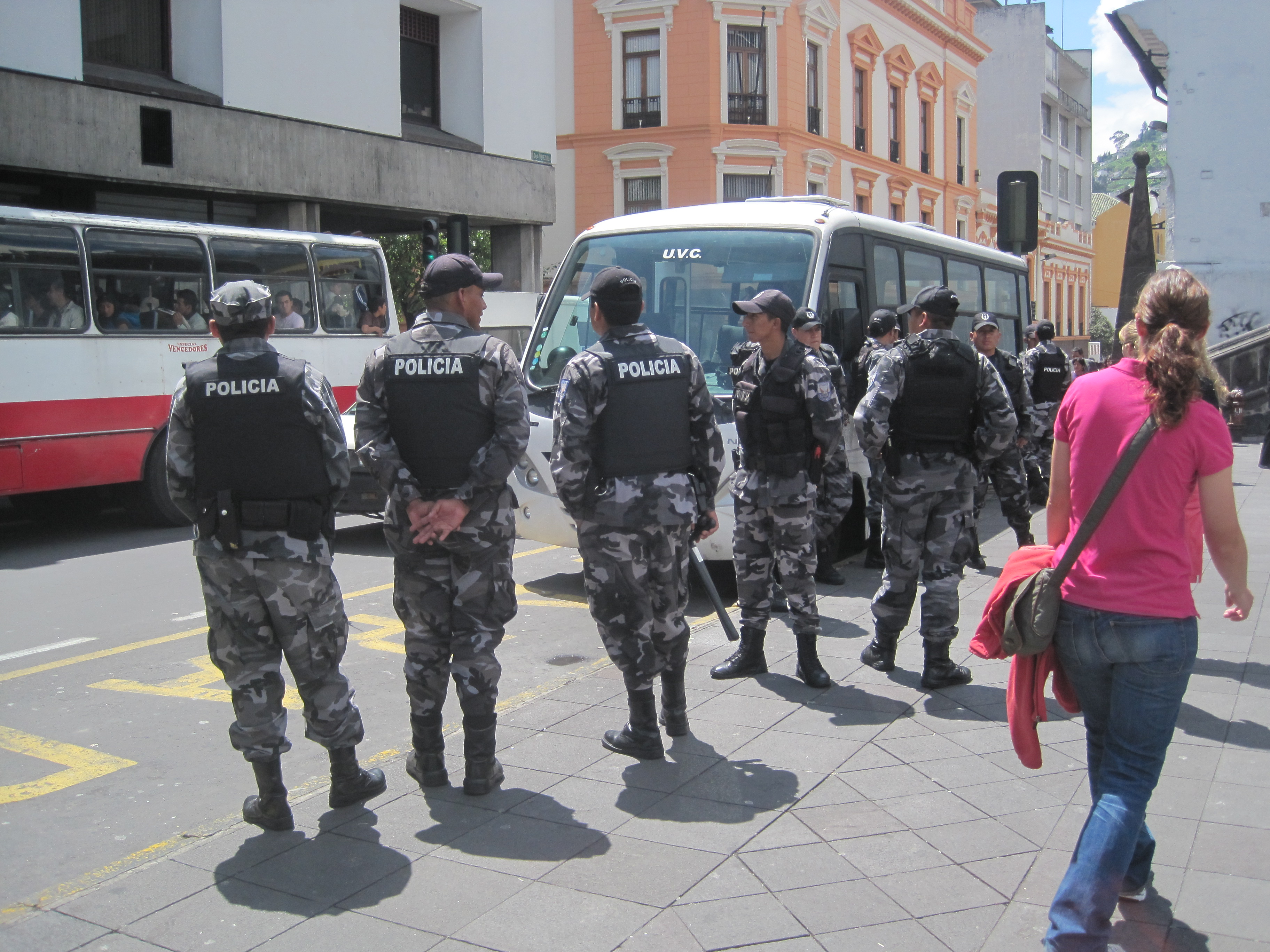
Membros da polícia utilizando seu uniforme de camuflagem.

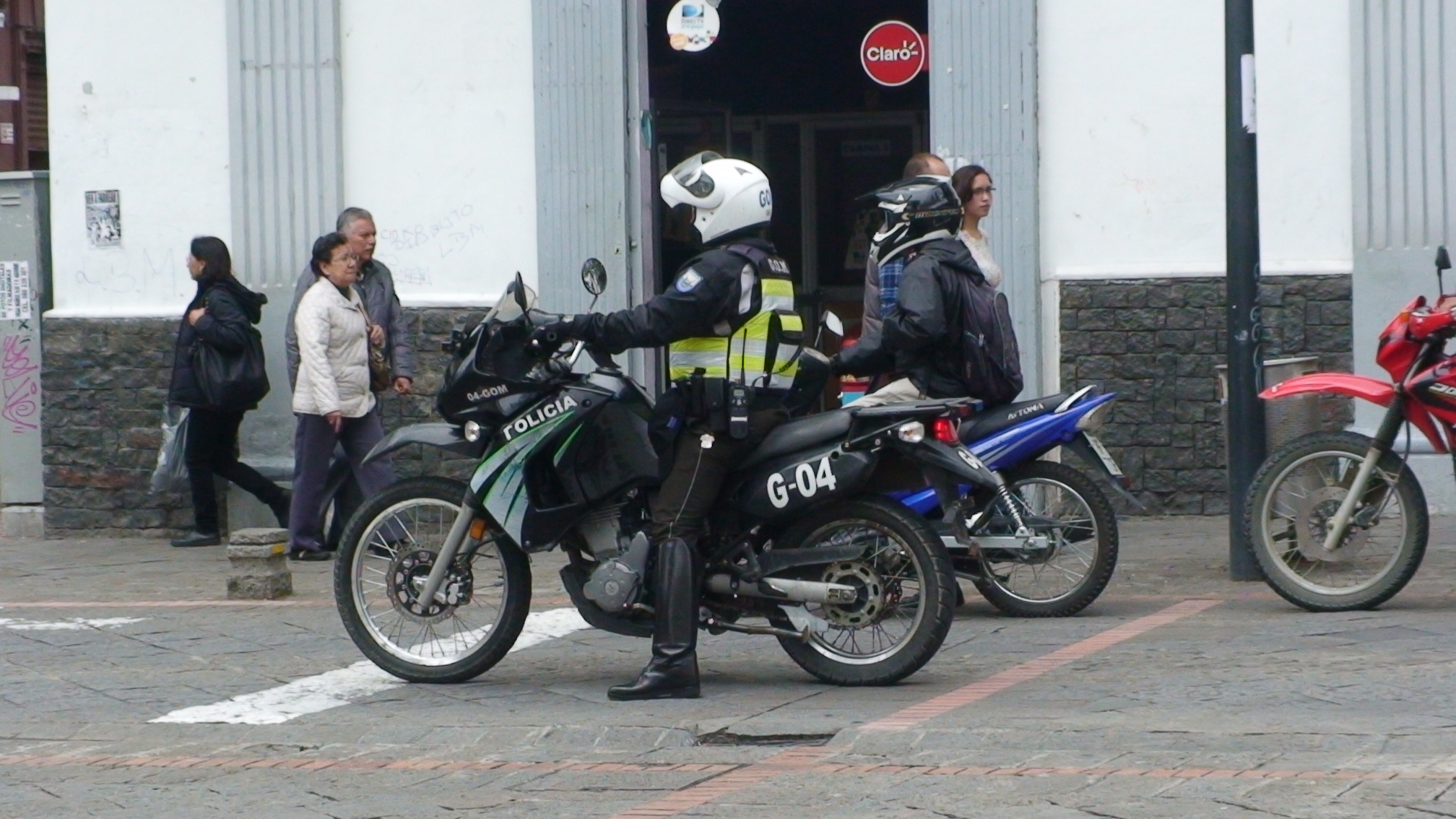
Um membro do Grupo Operativo Motorizado (GOM) com seu uniforme especialmente desenhado.